# 三國戰役列表
由於在東漢末至三國時代終結期間發生大大小小不同的戰役，如孫策掃除江東軍閥的平定戰，公孫瓚與袁紹為爭奪冀州而爆發的三場大戰，包括界橋、龍湊、巨馬水之戰，或是曹操北征烏丸等等，以下為較大型及有影響性的戰事，亦有部份為群雄割據、爭奪地方的戰事：
| 戰役（地點）                 | 時間                   | 攻方           | 主帥                      | 守方       | 主帥                    | 勝方       | 影響                                                                                           |
| ---------------------------- | ---------------------- | -------------- | ------------------------- | ---------- | ----------------------- | ---------- | ---------------------------------------------------------------------------------------------- |
| 黃巾之亂 （全國性爆發）      | 184年                  | 黃巾軍         | 張角、張曼成等黃巾部首領  | 東漢       | 皇甫嵩、朱雋 盧植、曹操 | 東漢       | 東漢成功平定，漢室威信受挫，而為了打擊黃巾餘黨，朝廷下放權力給州牧，朝廷影響力下降             |
| 董卓討伐戰（陽人、洛陽）     | 190年                  | 關東聯軍       | 盟主袁紹                  | 董卓       | 董卓                    | 關東聯軍   | 董卓挾天子遷都長安，地方軍內鬥加深，形成群雄割據的局面                                         |
| 官渡之戰（河北南部）         | 200年                  | 袁紹           | 袁紹                      | 曹操       | 曹操                    | 曹操       | 袁紹戰敗，元氣大傷，不久去世。曹操解除北方危機，奠定統一河北的契機                             |
| 赤壁之戰（荊州南部）         | 208年七月—十一月       | 曹操           | 曹操                      | 孫權、劉備 | 周瑜、程普 劉備         | 孫權、劉備 | 曹操統一天下的計畫挫敗，孫權劉備趁機攻取荊州，形成三分局勢的雛型                               |
| 合肥之戰（合肥一帶）         | 208年－253年（共五次） | 孫吳           | 孫權、諸葛恪              | 曹魏       | 蔣濟、張遼、滿寵、張特  | 曹魏       | 孫吳與曹魏的城壘爭奪戰，孫吳屢次攻勢皆被曹魏擊退                                               |
| 潼關之戰（關中潼關一帶）     | 211年三月—九月         | 關西聯軍       | 馬超、韓遂                | 曹操       | 曹操                    | 曹操       | 曹操戰勝馬超、韓遂等西方群雄，平定關中                                                         |
| 漢中之戰（漢中）             | 217年－219年五月       | 劉備           | 劉備                      | 曹操       | 曹操、曹洪 夏侯淵、張郃 | 劉備       | 劉備與曹操的漢中爭奪戰，最後劉備佔領漢中，自立為漢中王                                         |
| 樊城之戰（荊州）             | 219年七月—十二月       | 劉備           | 關羽                      | 曹操、孫權 | 曹仁、徐晃 呂蒙         | 曹操、孫權 | 關羽敗死，孫劉同盟破裂。                                                                       |
| 夷陵之戰（荊州南部）         | 222年                  | 蜀漢           | 劉備                      | 孫權       | 陸遜                    | 孫權       | 蜀漢國力大衰，無力奪回荊州，形成三國鼎立最後形態（曹魏實力最強，孫吳居次，而蜀漢為較弱的一國） |
| 诸葛亮南征（南中）           | 225年                  | 蜀汉           | 诸葛亮                    | 雍闓叛军   | 雍闓、朱褒 高定、孟获   | 蜀汉       | 蜀汉成功平定南中叛乱，雍闓、高定、朱褒战死，孟獲歸降。                                         |
| 諸葛亮北伐（雍州）           | 228年－234年（共五次） | 蜀漢           | 諸葛亮                    | 曹魏       | 曹真、司馬懿 張郃       | 互有勝負   | 蜀漢諸葛亮病逝，曹魏司馬懿抬頭                                                                 |
| 石亭之戰（揚州、淮南一帶）   | 228年                  | 曹魏           | 曹休                      | 孫吳       | 周魴、陸遜              | 孫吳       | 曹魏實力削弱，引發蜀漢再次(第二次)北伐                                                         |
| 壽春三叛（壽春）             | 251年－258年（共三次） | 不同將領、孫吳 | 王淩、毌丘儉 文欽、諸葛誕 | 曹魏       | 司馬懿、司馬師、司馬昭  | 曹魏       | 司馬家自此完全剷除反對勢力，控制曹魏大權，為西晉代魏鋪路。                                     |
| 姜維北伐（雍州）             | 238年－263年           | 蜀漢           | 姜維                      | 曹魏       | 司馬昭集團              | 互有勝負   | 蜀漢國力消耗，間接導致蜀漢亡國                                                                 |
| 興勢之戰（漢川）             | 244年                  | 曹魏           | 曹爽、郭淮                | 蜀漢       | 王平、費禕              | 蜀漢       | 曹爽的威望和影響力驟跌，為正始之變埋下伏筆。                                                   |
| 魏滅蜀之戰（益州）           | 263年                  | 曹魏           | 鄧艾、鍾會 諸葛緒         | 蜀漢       | 劉禪、姜維 諸葛瞻       | 曹魏       | 蜀漢滅亡。鄧艾、鍾會、姜維及一些蜀漢遺臣在叛亂中被殺                                           |
| 西陵之戰（西陵）             | 272年                  | 孫吳           | 陸抗                      | 西晉       | 步闡、羊祜              | 孫吳       | 晉將羊祜遭貶，但做事變得更為謹慎。埋下了日後討伐孫吳的強心針。                                 |
| 晋灭吴之战（荊州南部、扬州） | 280年                  | 西晉           | 賈充、杜預                | 孫吳       | 孫皓                    | 西晉       | 孫吳滅亡，西晉統一天下。                                                                       |

## 参看
- 《三國志》
- 《後漢書》
- 《晉書》